# Jackson Muleka
Jackson Muleka, né le 4 octobre 1999 à Lubumbashi en république démocratique du Congo, est un footballeur international congolais (RDC). Il joue au poste d'attaquant à Al-Kholood Club.

## Biographie

### En club

#### TP Mazembe (2017-2020)
Passé par toutes les catégories de l'école de football Katumbi, c'est finalement vers la fin de l'année 2016 que le coach Hubert Velud (alors coach de Mazembe) l'intègre dans l'effectif du club.
Muleka s'entraine avec l'effectif mais ne joue pas encore, il faut attendre 2017 avec l'arrivée du coach Pamphile Mihayo pour que Muleka figure sur les feuilles de matchs et gagne en temps de jeu.
En 2018, l'attaquant titulaire de Mazembe de l'époque Ben Malango est blessé, Mihayo fait confiance à son jeune attaquant et c'est à ce moment-là que son talent éclôt.
Il enchaîne des buts, que ce soit en Ligue Nationale de Football ou encore en Ligue des champions africaine.
Il finit meilleur buteur du championnat de la RD Congo avec 24 réalisations et devient ainsi co recordman de la compétition.
Lors de la saison 2019-2020, Muleka finit meilleur buteur de la ligue des Champions Africaine avec 7 réalisations (2 buts contre Zamalek, 4 buts contre Zesco United, 1 but contre Primeiro do Agosto) ce qui fait de lui l'un des joueurs les plus sollicités sur le continent à l'époque.

#### Standard de Liège (2020-2022)
Courtisé par plusieurs clubs européens, il signe le 12 août 2020 un contrat de quatre saisons au Standard de Liège. Il fait une première apparition sous ses nouvelles couleurs en montant au jeu le 17 septembre 2020 dans un match de Ligue Europa contre le club gallois de Bala Town. Il inscrit son premier but avec le Standard contre Zulte-Waregem le 27 septembre 2020.

##### Prêt au Kasımpaşa SK (2022)
Non repris par Luka Elsner pour la deuxième partie de saison chez les Rouches, Muleka signe en prêt de 6 mois sans option d'achat en faveur du club turc de Kasımpaşa SK.

#### Beşiktaş Istanbul (depuis 2022)
De retour au Standard de Liège, Jackson Muleka est transféré le 7 juillet 2022 au club de Beşiktaş JK.  Il y a signé un contrat de 5 saisons. Il inscrira le 29 Août contre Sivasspor son premier doublé.

### Équipe nationale
Il reçoit sa première sélection en équipe de république démocratique du Congo le 18 septembre 2019, en amical contre le Rwanda (défaite 2-3). Il inscrit son premier but en équipe nationale quatre jours plus tard, contre la République centrafricaine, lors des éliminatoires du championnat d'Afrique des nations 2020 (victoire 0-2) , il a aussi marqué 2 buts en éliminatoires Chan.

## Statistiques
| Saison                | Club                  | Championnat           | Championnat | Championnat | Championnat | Coupe(s) nationale(s) | Coupe(s) nationale(s) | Coupe(s) nationale(s) | Compétition(s) continentale(s) | Compétition(s) continentale(s) | Compétition(s) continentale(s) | Compétition(s) continentale(s) | Total | Total | Total |
| Saison                | Club                  | Division              | M.          | B.          | P.d.        | M.                    | B.                    | P.d.                  | Comp.                          | M.                             | B.                             | P.d.                           | M.    | B.    | P.d.  |
| 2020-2021             | Standard de Liège     | Division 1            | 23          | 9           | 2           | 5                     | 3                     | 0                     | C3                             | 5                              | 0                              | 0                              | 33    | 12    | 2     |
| 2021-2022             | Standard de Liège     | Division 1            | 19          | 2           | 1           | 2                     | 1                     | 1                     | -                              | -                              | -                              | -                              | 21    | 3     | 2     |
| 2021-2022             | Kasımpaşa SK (prêt)   | Süper Lig             | 13          | 12          | 4           | 0                     | -                     | -                     | -                              | -                              | -                              | -                              | 13    | 12    | 4     |
| Total sur la carrière | Total sur la carrière | Total sur la carrière | 51          | 21          | 6           | 7                     | 4                     | 1                     | -                              | 5                              | 0                              | 0                              | 63    | 25    | 7     |

## Palmarès

### En club
- Champion de RD Congo en 2019 avec le TP Mazembe
- Meilleur joueur et buteur congolais 2019[1],[8]
- Co-meilleur buteur avec Fiston Mayele et Platini Monzinzi Mpiana de la e la Ligue nationale de football 2019-2020 (12 buts)[9].
- Meilleur buteur de la Ligue des champions de la CAF 2019-2020 (7 buts)[2]

 Beşiktas JK
- Vainqueur de la coupe de Turquie en Coupe de Turquie 2023-2024 avec Beşiktaş JK
- Vainqueur en Super Coupe de Turquie 2023-2024 avec Beşiktaş JK